# Femme Fatale (chanson)
Pour les articles homonymes, voir Femme fatale (homonymie).
Pistes de The Velvet Underground and Nico
I'm Waiting for the Man Venus in Furs
Femme Fatale est une chanson du groupe de rock de l'underground new-yorkais The Velvet Underground. Elle apparaît sur leur premier album, The Velvet Underground and Nico. Elle est inspirée par le personnage d'Edie Sedgwick, muse d'Andy Warhol à la Factory.
La chanson est interprétée par Nico. 
Le morceau a été repris par de nombreux musiciens (R.E.M., Teenage Fanclub, Tom Tom Club, etc.) dont les Français Émilie Simon, What a Day   et Tai-Luc, chanteur de La Souris Déglinguée (sur l'album Jukebox en 2007). Le groupe Duran Duran en fait une reprise sur son album éponyme de 1993 surnommé The Wedding Album.
Elle apparaît dans le film Narco de Tristan Aurouet et Gilles Lellouche.

## Personnel
- Nico : Chant
- Lou Reed : Guitare, chœurs
- John Cale : Piano, basse
- Sterling Morrison : Guitare, chœurs
- Maureen Tucker : Batterie, tambourins